# Inlagd strömming

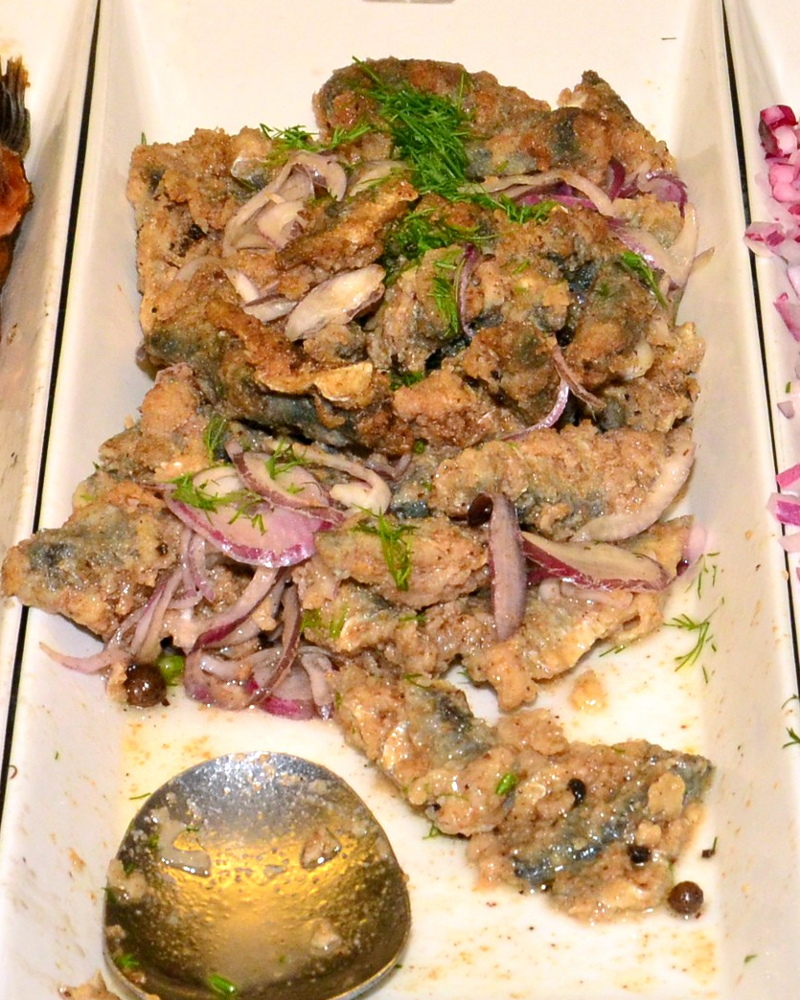
Inlagd stekt strömming med rödlök och dill.

Till inlagd strömming används oftast stekt strömming, som före stekningen vänts i mjöl, oftast rågmjöl. En lag bestående av ättika, socker, vatten, lök och kryddor hälls över de nystekta varma strömmingarna, som sedan får ligga minst ett dygn i kylen.
En finsk "nära-motsvarighet" kallas skomakarlax; där man utgår från saltströmming.